# Never Going Home
Never Going Home is een nummer van de Franse dj Kungs uit 2021.
"Never Going Home" werd ingezongen door Kungs' landgenoot en collega-dj Martin Solveig, die het nummer ook mede heeft geschreven. Het nummer werd een grote zomerhit in Frankrijk, waar het de 5e positie behaalde, net als in de Vlaamse Ultratop 50. In de Nederlandse Top 40 bereikte het nummer de 12e positie.
"Never Going Home" is een remix van het originele nummer Idol van Mind Enterprises.